# Manti-La Sal National Forest
Der Manti-La Sal National Forest ist ein 5718 km² großer Nationalforst der US-Bundesregierung im östlichen Utah in den Vereinigten Staaten. Ein kleiner Teil reicht in den Westen des Bundesstaats Colorado.

## Geographie

### Lage
Der National Forest liegt im Osten Utahs in den Countys San Juan, Sanpete, Emery, Utah, Grand, Carbon und Sevier. Ein kleinerer Teil befindet sich östlich der Grenze im äußersten Westen von Colorado im Montrose County sowie im Mesa County.
Die La Sal Mountain loop road führt vom Castle Valley über den Geyser Pass zurück nach Moab. Im Wald findet man unter anderem den Oowah Lake.

### Gliederung
Das Waldgebiet ist in drei Teile unterteilt, die San Pitch Division, die Manti Division und die LaSal Division. Diese werden in insgesamt fünf Ranger Districts verwaltet. Es gibt Distriktbüros in Ferron, Price, Ephraim, Moab und Monticello.
Die Manti Division entspricht etwa den Begrenzungen des Wasatch Plateaus, das Teil des Colorado-Plateaus ist. Die Ostseite ist gerägt von Steilwänden, im Westen geht es in die umliegenden Täler über. Sie reicht von etwa 2740 m (9000 Fuß) bis 3440 m (11.300 ft) Höhe. Die San Pitch Division umschließt den Nordteil des Gunnison Plateaus, der auch als San Pitch Mountains bekannt ist. Das Gebiet liegt in Höhen von etwa 1700 m bis 2740 m. Die LaSal Division umfasst sowohl Gebirgslandschaften als auch Mesas und Canyons und ist geprägt durch die La Sal Mountains, die mit dem Mount Peale eine maximale Höhe von 3877 Metern erreichen sowie durch die Abajo Mountains. Das Gebiet umfasst Bereiche zwischen 1830 m und knapp 3900 m Höhe.
Der United States Forest Service des Manti-La Sal National Forest ist auch für die Betreuung der Waldflächen im Bears Ears National Monument zuständig. Das Bureau of Land Management betreut den Rest der Flächen in Bears Ears als Teil des National Landscape Conservation System.

## Nutzung
Der Slogan des US Forest Service für seine Nationalforste lautet Land of many uses. Wie alle Nationalforste wird auch der Manti-La Sal National Forest durch Forstwirtschaft, Beweidung und Lizenzen für den Abbau von Bodenschätzen kommerziell genutzt. Der Manti-La Sal National Forest ist aber durch seine Lage in besonderem Maße für die Erholungs- und Freizeitnutzung attraktiv. 
Unter dem Manti-La Sal National Forest liegen Teile eines Komplexes aus Uran- und Vanadium-Bergwerken, die ursprünglich als Pandora Mine und später unter dem Namen La Sal Mines Complex bezeichnet wurden. Eine 2010 beantragte Erkundung weiterer Uran-Vorkommen auf der Elk Ridge kam nicht zu Stande.
Zu den Freizeitnutzungen des Gebietes gehören neben der Jagd und dem Angeln vor allem Off-Road-Strecken für Quads, ein Wintersportgebiet speziell für Snowboarder sowie hunderte Kilometer Wanderwege, eine ausgewiesene Mountainbike-Strecke von genau der Länge eines Marathons unter dem Namen The Whole Enchilada und Campingplätze mit oder ohne Ausstattung.
Seit 1984 ist in den Manti La Sal National Forest mit der Dark Canyon Wilderness eine Wilderness area ausgewiesen. Diese strengste Klasse von Naturschutzgebieten der USA darf nur zu Fuß oder per Pferd betreten werden, alle mechanischen Verkehrsmittel, einschließlich Fahrräder, sind unzulässig.